# Kazimierz Nycz
Kazimierz Nycz   (Stara Wieś, 1 de febrer de 1950) és un prelat polonès, cardenal de l'Església Catòlica. És l'actual arquebisbe de Varsòvia, havent servit anteriorment com a bisbe de Koszalin-Kołobrzeg. El Papa Benet XVI elevà l'arquebisbe Nycz al cardenalat al consistori del 20 de novembre de 2010.

## Biografia
Kazimierz Nycz va néixer a Stara Wies, al voivodat de Silèsia. Nycz va estudiar l'educació primària a Stara Wieś; Lyceum de Maria Skłodowska-Curie, Czechowice-Dziedzice; on es graduà el 1967, ingressant al Seminari Major de Cracòvia. Va rebre el diaconat del cardenal Karol Wojtyła el 8 de maig de 1972, i el presbiterat el 20 de maig de 1973 del bisbe Julian Groblicki.
Entre 1973 i 1975 va exercir com a vicari a una parròquia de Jaworzno. El 1988 Nycz va ser nomenat bisbe auxiliar de Cracòvia i bisbe titular de Villa del Re. Va rebre la consagració episcopal el 4 de juny de mans del cardenal Franciszek Macharski, amb els arquebisbes Jerzy Ablewicz i Stanisław Nowak com a co-consagradors.
El 1976 va obtenir el grau de batxiller per la Facultat de Teologia de l'Acadèmia Pontifícia de Teologia de Cracòvia; i el 1977, inicià els estudis doctorals a la Universitat Catòlica de Lublin, on el 1981 obtingué el doctorat sobre catequètica amb la dissertació "Implementació de la renovació catequètica del Concili Vaticà II a l'arquebisbat de Cracòvia."
El 26 de novembre de 1999 va ser nomenat president del Comitè per l'Educació Catòlica; el seu interès principal va ser cercar camins per trobar les oportunitats ofertes per les escoles per realitzar activitats catequètiques i com fer catequesi parroquial. Com a president de la Comissió per l'Educació de la Conferència Episcopal Polonesa, el centre de les seves activitats va ser adaptar la catequesi polonesa als documents catequètics posteriors al Concili Vaticà II, especialment el Catecisme de l'Església Catòlica i el Directori General per la Catequesi, i com lligar l'ensenyament de la religió a les escoles amb els requeriments de les escoles reformades.
Té un doctorat de la Universitat de Lublin, va exercir com a vicerector del Seminari de Cracòvia entre 1987 i 1988, i organitzà la darrera visita del Papa Joan Pau II a Polònia. Els informes mostren que Nycz rebutjà repetidament entrar al seu servei.
Va ser promogut a Bisbe de Koszalin-Kołobrzeg el 9 de juny de 2004. El 3 de març de 2007 el Papa Benet XVI nomenà Nycz, que es trobava en aquells moments en un pelegrinatge a Terra Santa, com a successor de Stanisław Wielgus com a Arquebisbe Metropolità de Varsòvia. Wielgus dimití el 7 de gener de cop i volta després d'admetre que havia col·laborat amb la Służba Bezpieczeństwa, la policia secreta del règim comunista polonès. El nomenament de Nycz va ser molt benvingut, i la seva instal·lació com a Arquebisbe va tenir lloc l'1 d'abril de 2007, Diumenge de Rams, a la catedral de Sant Joan. A més del seu paper com a Arquebisbe, va ser nomenat bisbe Ordinari pels fidels de ritu oriental a Polònia el 9 de juny de 2007. Va ser creat cardenal i proclamat Cardenal prevere dels Santi Silvestro e Martino ai Monti al consistori celebrat el 20 de novembre de 2010.
El 29 de desembre de 2010 va ser nomenat membre de la Congregació pel Culte Diví i la Disciplina dels Sagraments i de la Congregació pel Clergat.

## Honors
Gran Prior per Polònia de l'orde del Sant Sepulcre de Jerusalem
 Gran Oficial de l'orde al Mèrit (Portugal) – 1 de setembre de 2008